# Estadio Germano Krüger
El Estadio Germano Krüger también llamado Estadio Vila Oficinas es un estadio de fútbol ubicado en la ciudad de Ponta Grossa, estado de Paraná en Brasil, el recinto fue inaugurado el 12 de octubre de 1941 y posee una capacidad para 11.500 espectadores, en el juega sus partidos el club Operário Ferroviário en el Campeonato Brasileño de Serie B y Campeonato Paranaense.
En 2018 con el ascenso del Operário Ferroviário al Campeonato Brasileño de Serie B el estadio aumento su capacidad para cumplir las exigencias de seguridad de la CBF.
El estadio lleva el nombre de Germano Krüger, un ingeniero alemán que fue el presidente de Operário y que diseñó el estadio.